# فوقس غشائي
فوقس غشائي (الاسم العلمي: Fucus membranaceus) هو نوع من الطلائعيات يتبع جنس الفوقس من الفصيلة الفوقسية.